# Ковзанярський спорт на зимових Олімпійських іграх 2022 — 5000 метрів (жінки)
Змагання з ковзанярського спорту на дистанції 5000 метрів серед жінок на зимових Олімпійських іграх 2022 відбудуться 10 лютого на Національному ковзанярському стадіоні в Пекіні (Китай).
Чинна олімпійська чемпіонка Есме Віссер не кваліфікувалася на Олімпіаду. Зате кваліфікувалися і срібна медалістка Ігор-2018 ( а також чемпіонка 2010 і 2014 років) Мартіна Сабликова, і володарка бронзової медалі (а також світова рекордсменка станом на початок змагань) Наталія Вороніна. Ірене Схаутен виграла Чемпіонат світу на окремих дистанціях 2021 року на дистанції 5000 м, а Вороніна і Карлейн Ахтеректе здобули, відповідно, срібну і бронзову нагороди. Ізабель Вайдеман очолювала залік Кубка світу 2021–2022 на довгих дистанціях після трьох змагань, що відбулися перед Олімпійськими іграми. За нею розмістилися Раґне Віклунд, Схаутен і Франческа Лоллобриджида. 31 жовтня 2021 року в Геренвені Схаутен показала найкращий час сезону, 6:45.69.

## Рекорди
Перед цими змаганнями світовий і олімпійський рекорди були такими:
| Світовий рекорд     | Наталія Вороніна (RUS) | 6:39.02 | Солт-Лейк-Сіті (США) | 15 лютого 2020 |
| Олімпійський рекорд | Клаудія Пехштайн (GER) | 6:46.91 | Солт-Лейк-Сіті (США) | 23 лютого 2002 |

## Результати
| Місце | Пара | Доріжка | Ім'я                    | Країна                     | Час     | Відставання | Нотатки |
| ----- | ---- | ------- | ----------------------- | -------------------------- | ------- | ----------- | ------- |
| 1     | 6    | I       | Ірене Схаутен           | Нідерланди                 | 6:43.51 |             | OR      |
| 2     | 5    | I       | Ізабель Вайдеман        | Канада                     | 6:48.18 | +4.67       |         |
| 3     | 4    | I       | Мартіна Сабликова       | Чехія                      | 6:50.09 | +6.58       |         |
| 4     | 6    | O       | Франческа Лоллобриджида | Італія                     | 6:51.76 | +8.25       |         |
| 5     | 5    | O       | Раґне Віклунд           | Норвегія                   | 6:56.34 | +12.83      |         |
| 6     | 3    | O       | Наталія Вороніна        | Олімпійський комітет Росії | 6:56.99 | +13.48      |         |
| 7     | 3    | I       | Санне ін 'т Гоф         | Нідерланди                 | 6:59.77 | +16.26      |         |
| 8     | 4    | O       | Місакі Осіґірі          | Японія                     | 7:01.17 | +17.66      |         |
| 9     | 1    | O       | Марина Зуєва            | Білорусь                   | 7:02.91 | +19.40      |         |
| 10    | 1    | I       | Момока Хорікава         | Японія                     | 7:06.92 | +23.41      |         |
| 11    | 2    | I       | Хань Мей                | Китай                      | 7:08.37 | +24.86      |         |
| 12    | 2    | O       | Магдалена Чищонь        | Польща                     | 7:21.49 | +37.98      |         |